# Noviherbaspirillum autotrophicum
Noviherbaspirillum autotrophicum es una especie de  bacteria gramnegativa del género Noviherbaspirillum. Fue descrita en el año 2017. Su etimología hace referencia a autótrofo, por crecer con dióxido de carbono como única fuente de carbono. Es anaerobia facultativa y móvil por uno o dos flagelos polares. Tiene un tamaño de 0,4-0,6 μm de ancho por 1,4-2,2 μm de largo. Catalasa y oxidasa positivas. Forma colonias lisas, circulares, convexas y blancas en agar R2A. Temperatura de crecimiento entre 10-42 °C, óptima de 30 °C. Tiene un contenido de G+C de 59,9%. Se ha aislado del suelo de un campo de arroz en Tokio, Japón.